# Memories Off Duet
『Memories Off Duet』は、2003年3月27日にKIDよりPlayStation 2で発売された『Memories Off』と『Memories Off 2nd』のカップリング版である。また、2004年8月5日に設定原画集などを追加したSuperLite2000シリーズ版がサクセスより発売されている（こちらはCEROレーティング12才以上対象）。
また2008年9月19日にはPC版が発売されている。

## Memories Off 2nd 〜雪蛍〜
本作には『Memories Off』『Memories Off 2nd』の各本編および『Memories Off Pure』のほかに、『2nd』のプレストーリーである『Memories Off 2nd 〜雪蛍〜』が収録されている。これは2nd本編より前の、伊波健と白河ほたるの馴れ初めを描いた物である。PSP版『Memories Off 2nd』にも収録されており、ほたるエンドを迎えると開始できる。

## 登場キャラクター
詳しくはMemories Off及びMemories Off 2ndを参照のこと。
桧月 彩花（ひづき あやか）
声：山本麻里安
今坂 唯笑（いまさか ゆえ）
声：那須めぐみ
音羽 かおる（おとわ かおる）
声：田村ゆかり
伊吹 みなも（いぶき みなも）
声：河合久美
霧島 小夜美（きりしま こよみ）
声：浅野るり
双海 詩音（ふたみ しおん）
声：利田優子
白河 ほたる（しらかわ ほたる）
声：水樹奈々
南 つばめ（みなみつばめ）
声：池澤春菜
寿々奈 鷹乃（すずな たかの）
声：千葉紗子
飛世 巴（とびせ ともえ）
声：仲西環
白河 静流（しらかわ しずる）
声：菊池志穂
相摩 希（そうま めぐみ）
声：南里侑香

## スタッフ
- キャラクターデザイン - ささきむつみ

音楽
- OP「勇気の翼」（OVA『Memories Off』OP）
  - 作詞・作曲・編曲 - 志倉千代丸 / 歌 - 山本麻里安
- ED「オルゴールとピアノと -holy style-」（『2nd』EDのリミックス）
  - 作詞・作曲 - 志倉千代丸 / 編曲 - 大平勉 / 歌 - 水樹奈々
- 雪蛍ED「遠いこの空から」（白河ほたるのキャラクターソング）
  - 作詞・作曲 - 志倉千代丸 / 編曲 - 吉原かつみ / 歌 - 水樹奈々